# Phước Tiến (phường)
Phước Tiến là một phường cũ thuộc thành phố Nha Trang, tỉnh Khánh Hòa, Việt Nam.

## Địa lý
Phường Phước Tiến có vị trí địa lý:
- Phía đông giáp phường Tân Lập
- Phía tây giáp phường Phước Tân
- Phía nam giáp phường Phước Hòa
- Phía bắc giáp phường Lộc Thọ.

Phường Phước Tiến có diện tích 0,28 km², dân số năm 2022 là 13.108 người, mật độ dân số đạt 46.814 người/km².

## Lịch sử
Phường Phước Tiến được thành lập vào tháng 9 năm 1975.
Theo Chỉ thị 364/CT ngày 6/11/1994 của Hội đồng Bộ trưởng, ranh giới phường Phước Tiến đã được điều chỉnh vào năm 2012.
Ngày 28 tháng 9 năm 2024, Ủy ban Thường vụ Quốc hội ban hành Nghị quyết số 1196/NQ-UBTVQH15 về việc sắp xếp đơn vị hành chính cấp xã của tỉnh Khánh Hòa giai đoạn 2023 – 2025 (nghị quyết có hiệu lực từ ngày 1 tháng 11 năm 2024). Theo đó, thành lập phường Tân Tiến trên cơ sở toàn bộ 0,28 km² diện tích tự nhiên, quy mô dân số là 13.108 người của phường Phước Tiến.